# Teerasil Dangda
Teerasil Dangda (6 de juny de 1988) és un futbolista tailandès.

## Selecció de Tailàndia
Va debutar amb la selecció de Tailàndia el 2007. Va disputar 98 partits amb la selecció de Tailàndia.

## Estadístiques
| Selecció de Tailàndia | Selecció de Tailàndia | Selecció de Tailàndia |
| Anys                  | Partits               | Gols                  |
| --------------------- | --------------------- | --------------------- |
| 2007                  | 7                     | 2                     |
| 2008                  | 14                    | 8                     |
| 2009                  | 7                     | 2                     |
| 2010                  | 5                     | 0                     |
| 2011                  | 6                     | 3                     |
| 2012                  | 8                     | 5                     |
| 2013                  | 6                     | 1                     |
| 2014                  | 1                     | 0                     |
| 2015                  | 10                    | 4                     |
| 2016                  | 15                    | 9                     |
| 2017                  | 6                     | 2                     |
| 2018                  | 4                     | 0                     |
| 2019                  | 9                     | 3                     |
| Total                 | 98                    | 39                    |